# Courchamp
Courchamp – miejscowość i gmina we Francji, w regionie Île-de-France, w departamencie Sekwana i Marna.
Według danych na rok 1990 gminę zamieszkiwało 108 osób, a gęstość zaludnienia wynosiła 9 osób/km² (wśród 1287 gmin regionu Île-de-France Courchamp plasuje się na 1050. miejscu pod względem liczby ludności, natomiast pod względem powierzchni na miejscu 279.).